# Campus Tres Pascualas
El Campus Tres Pascualas es un campus de la Universidad San Sebastián y la sede fundacional de dicha casa de estudios en la ciudad de Concepción (Chile), en el sector de Barrio Norte.  Se encuentra ubicado a orillas de la laguna tres Pascualas, entre avenida Paicaví y Lientur, con una extensión aproximada de 8 hectáreas. La ciudad de Concepción es el lugar fundacional de la Universidad San Sebastián.
Inaugurado el año 2000, el campus ha sido reconocido con el Premio Municipal de Arquitectura (Concepción) y Premio Obra bicentenario, por su aporte urbanístico y mejorando la calidad de vida de sus ciudadanos.

## Historia
Si bien la ciudad de Concepción es el lugar fundacional de la Universidad en el año 1989,  en un comienzo esta se encontraba físicamente ubicada en la Avenida Diagonal Pedro Aguirre Cerda, en el centro de la ciudad.
Fue en el año 2000, durante el primer rectorado de Guido Meller Mayr que se construye e inaugura el Campus Tres Pascualas, a orillas de la laguna homónima. 
El Campus recibió el Premio Municipal de Arquitectura (Concepción, 2002) y el Premio Obra Bicentenario (2009).
El año 2009 la universidad cambia su Sede Central a la Ciudad de Santiago, pasando el Campus Tres Pascualas a formar la Sede Concepción.

### Vicerrector de Sede
| Nombre                      | Periodo       |
| --------------------------- | ------------- |
| Alfonso Rivas Otárola       | 2008-2011     |
| Javier Vera Jüneman         | 2011-2015     |
| Sergio Castro Alfaro        | 2015-2018     |
| Fernando Quiroga Dubournais | 2018-2019     |
| Francisco Flores Soto       | 2019-2022     |
| Jorge Sabag Villalobos      | 2022-2023     |
| Claudio Concha Navalón      | 2023-presente |

## El Campus
El Campus se encuentra conformado por varios edificios (Los Alerces, Los Boldos, Los Robles, Los Canelos, Los Maitenes, Los Queules, Los Peumos y Los Notros) y un patio central con estacionamientos. Cuenta con auditorios, laboratorios,centro de simulación clínica para las carreras del Área de la salud, hospital clínico Veterinario y centro de rehabilitación de fauna silvestre, biblioteca, gimnasio, casino, entre otras instalaciones. 
En el Campus se encuentran presentes las 11 Facultades que conforman la universidad.
- Facultad de Arquitectura, Arte y Diseño
- Facultad de Ciencias de la Educación
- Facultad de Ciencias de la Salud
- Facultad de Ciencias para el Cuidado de la Salud
- Facultad de Derecho y Gobierno
- Facultad de Economía y Negocios
- Facultad de Ingeniería y Tecnología
- Facultad de Ciencias de la Naturaleza
- Facultad de Medicina y Ciencia
- Facultad de Odontología
- Facultad de Psicología

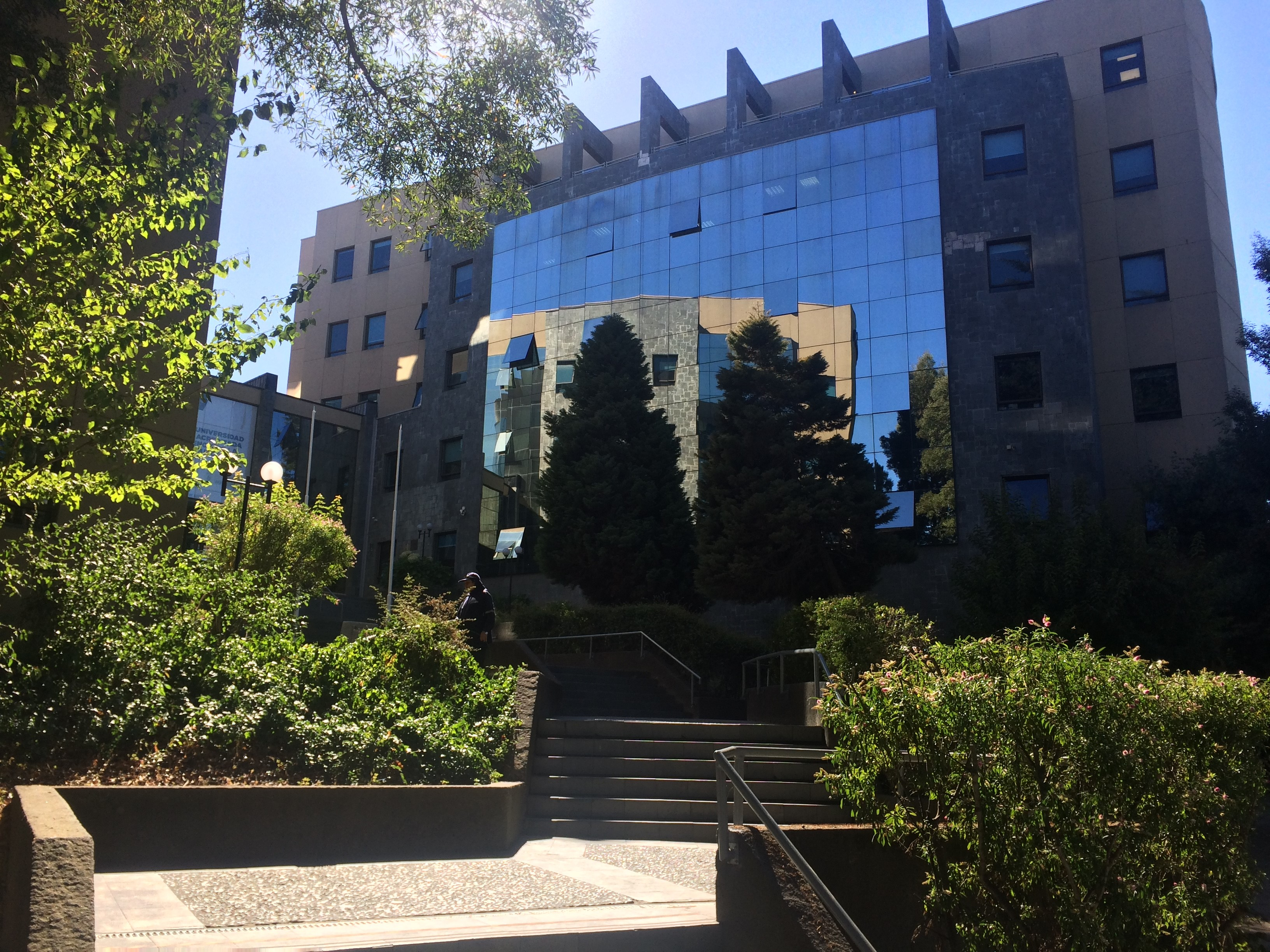
Edificio Los Alerces, centro administrativo del Campus
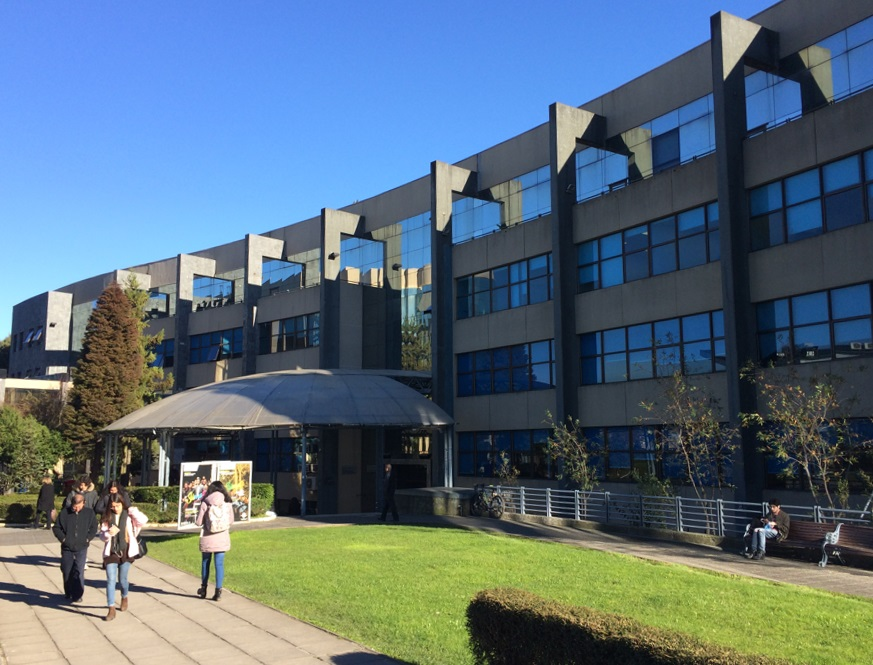
Edificio Los Robles
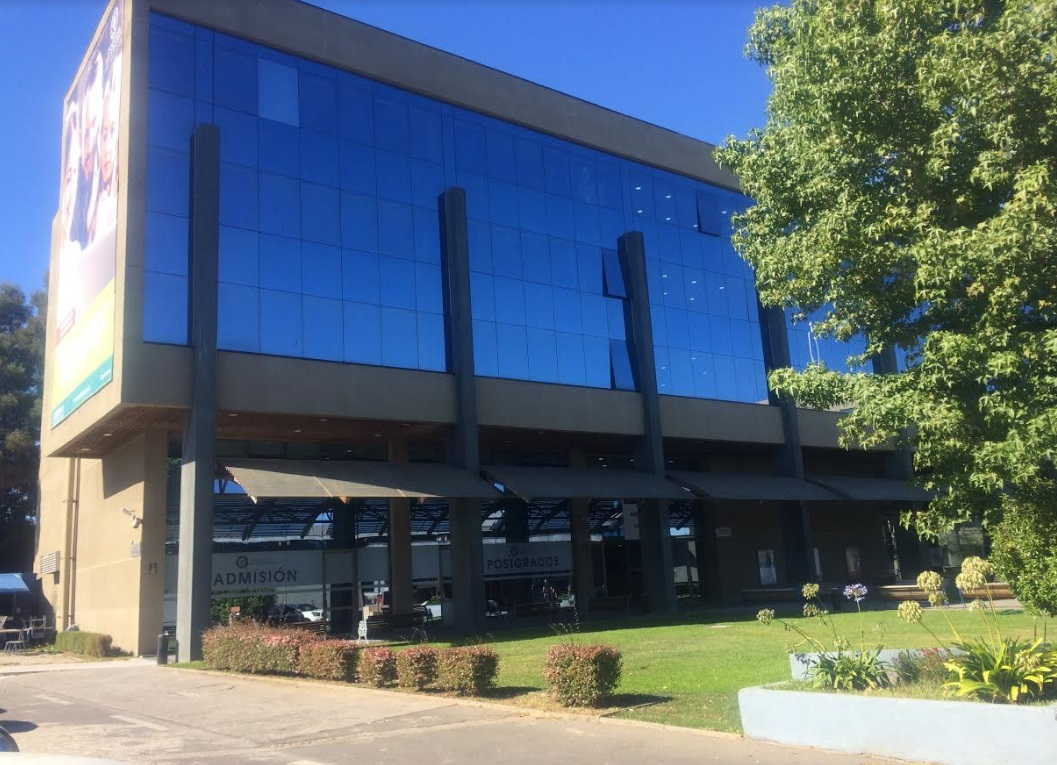
Edificio Los Canelos (Biblioteca)
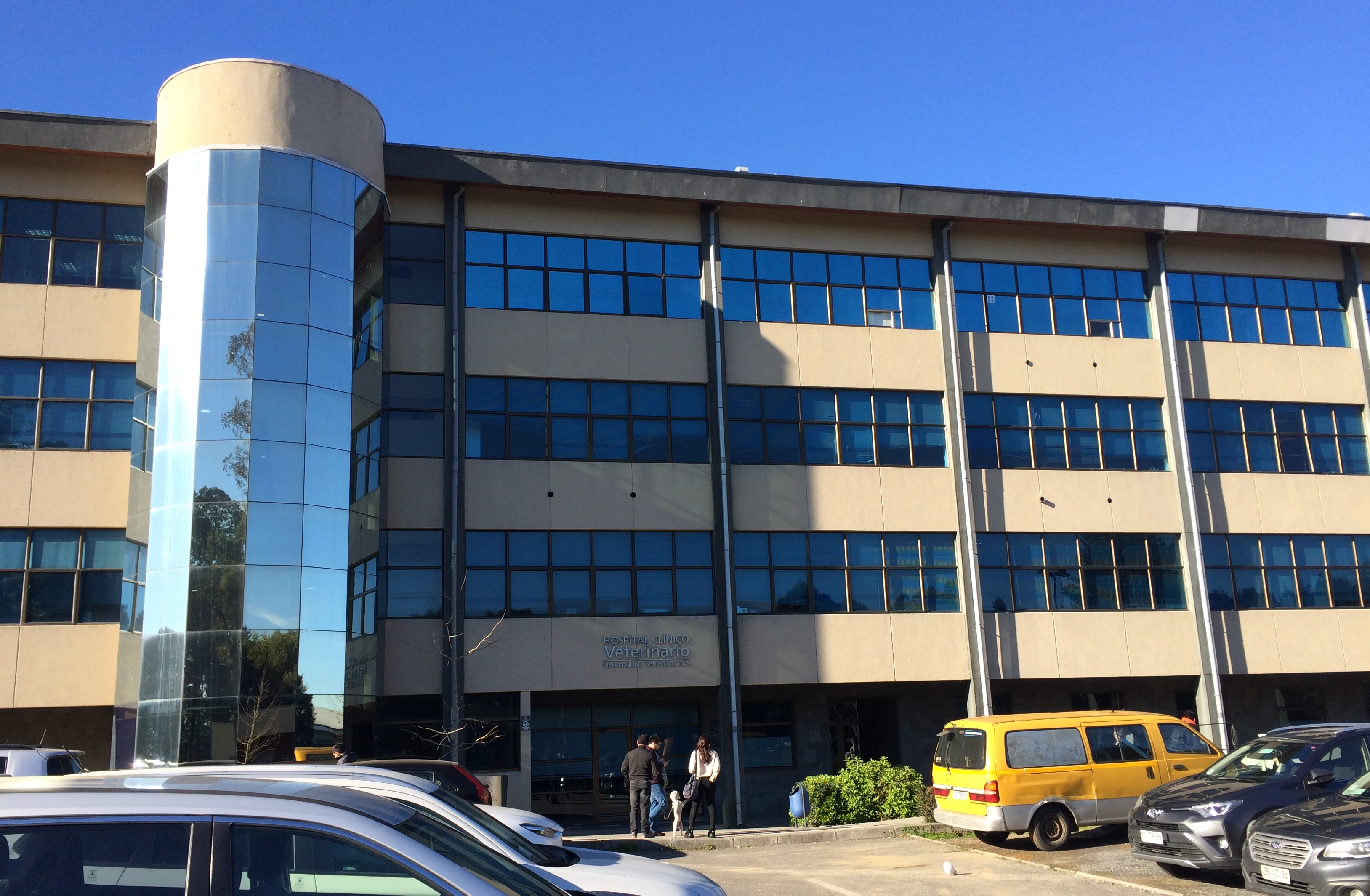
Edificio Los Maitenes
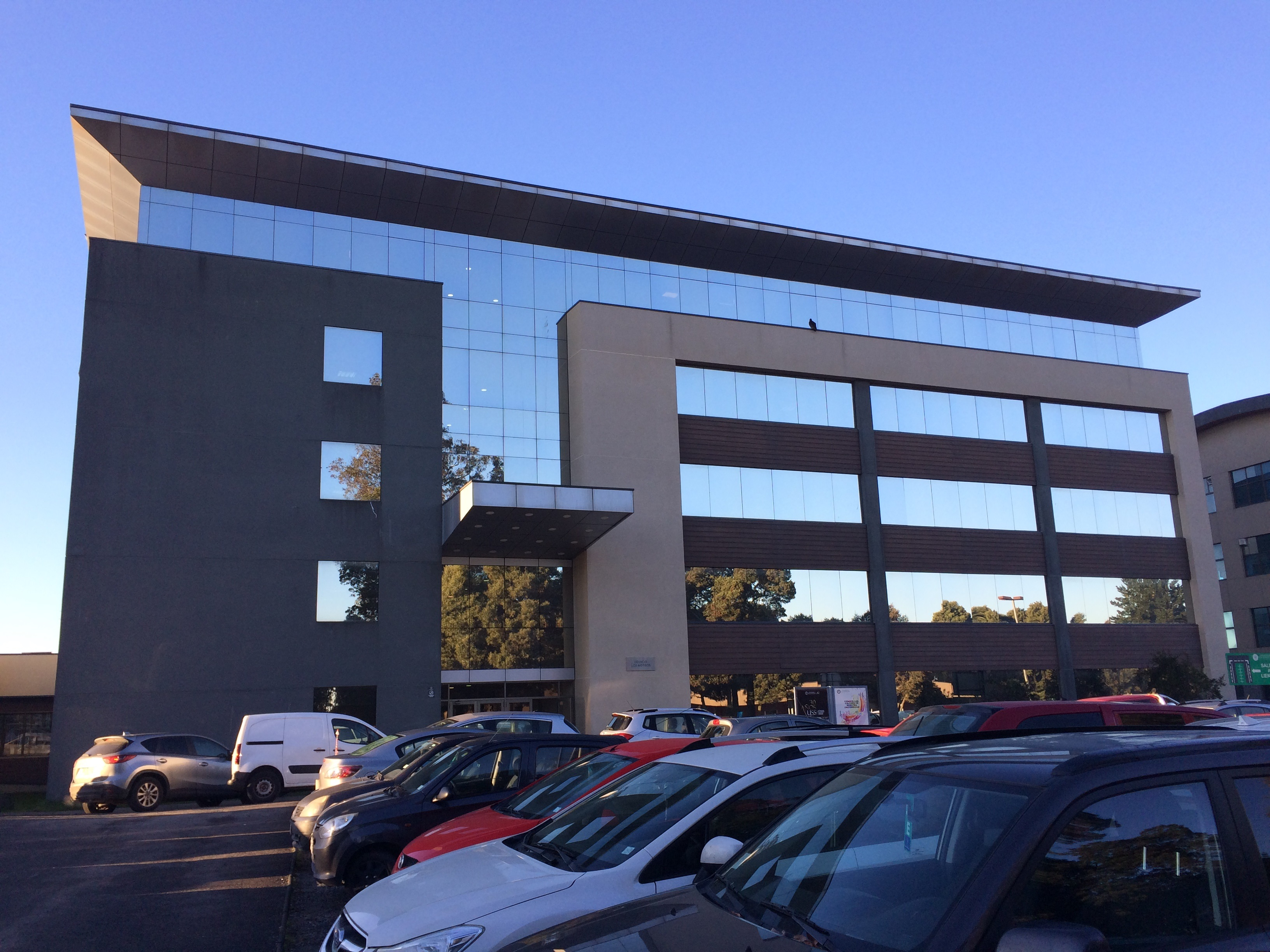
Edificio Los Notros
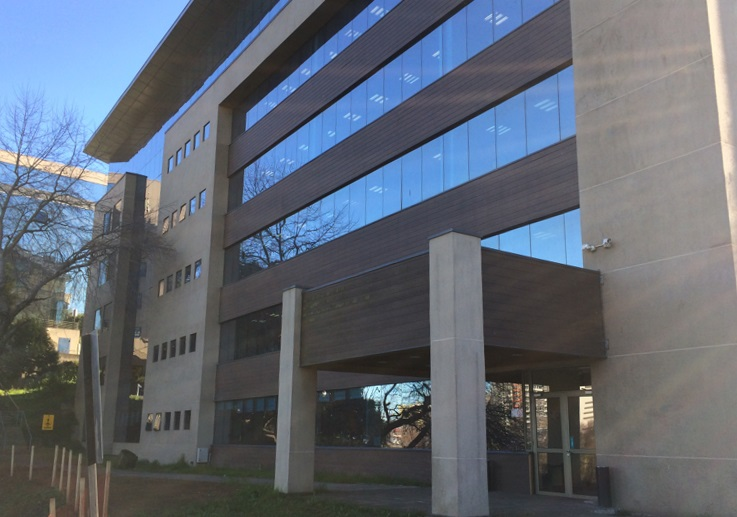
Edificio Los Boldos
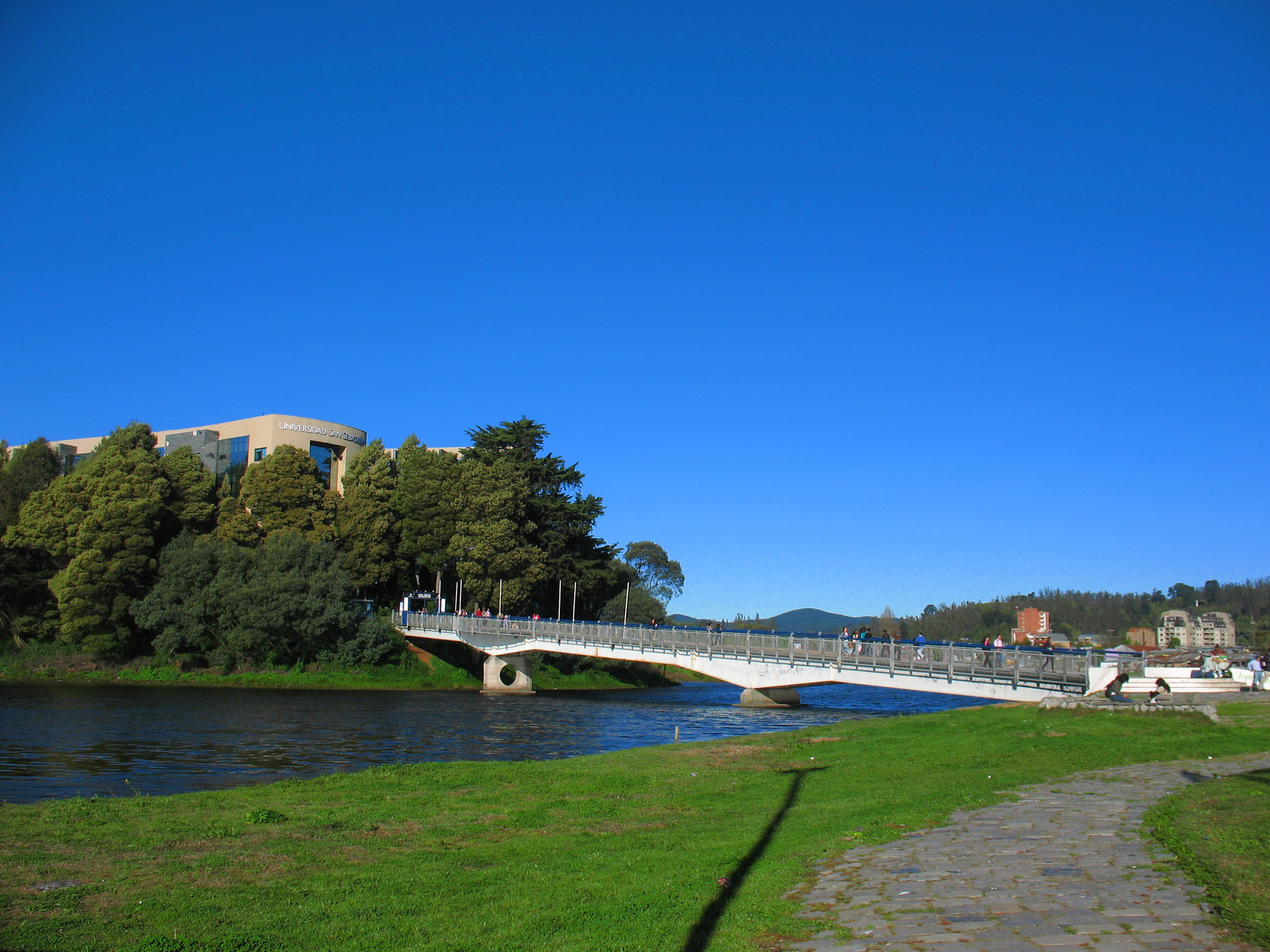
Vista Campus desde Avenida Paicaví
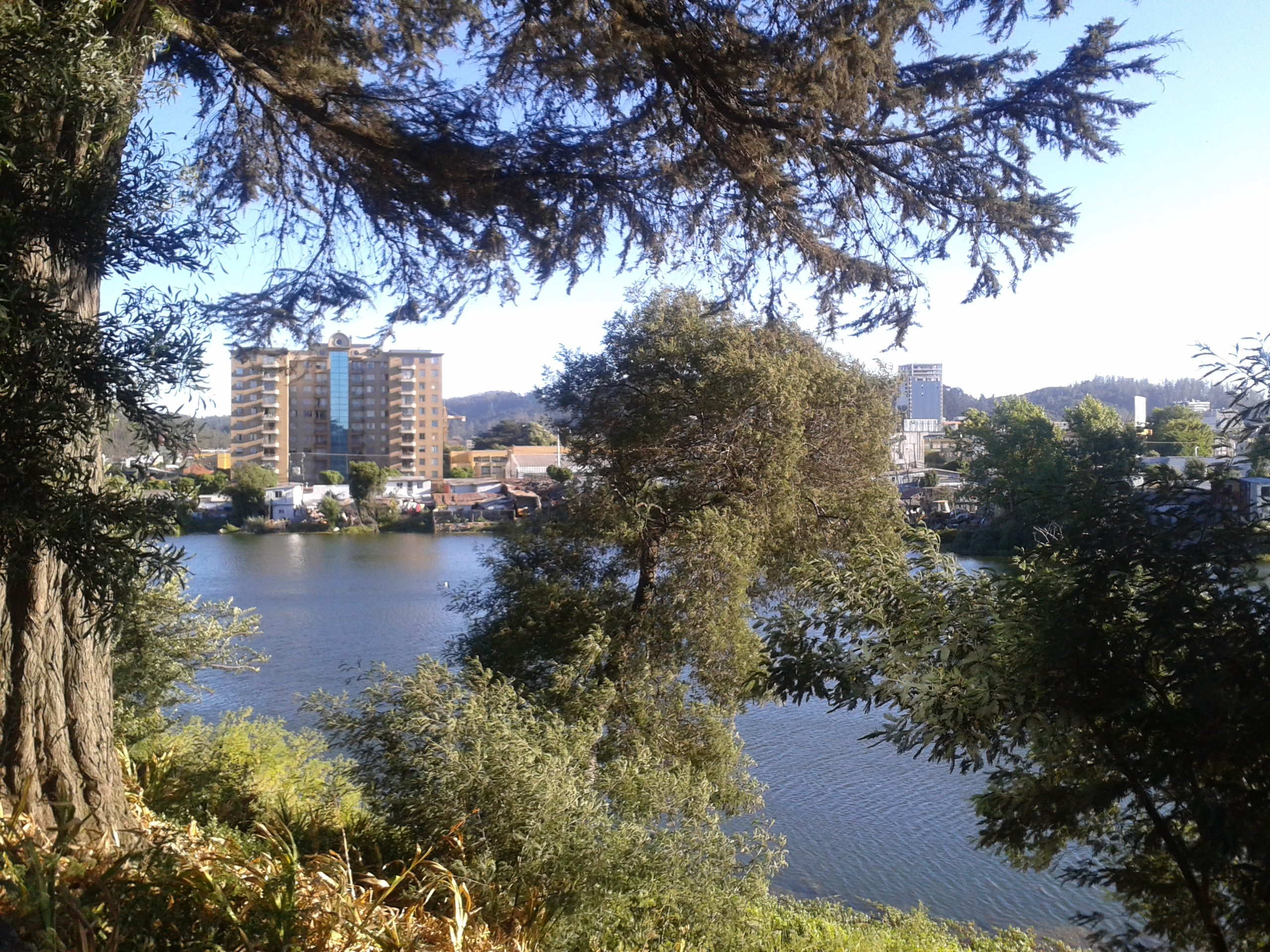
Vista a la laguna Las Tres Pascualas desde el Campus